# Maison aux escaliers
La Maison aux escaliers est une lithographie de l'illustrateur néerlandais Maurits Cornelis Escher, datant de novembre 1951. Escher est célèbre pour ses œuvres constituées d'illusions, jouant par exemple avec les impressions tridimensionnelles comme dans Chute d'eau (aussi intitulé Cascades) où une cascade et une roue à aubes forment un mouvement perpétuel.

## Description
La particularité de cette lithographie est d'être constituée de deux points de fuite au lieu d'un seul. Par conséquent, les droites, qui doivent se diriger vers ce point pour donner l'impression de profondeur, se dirigent vers les deux points et deviennent des courbes. Cela crée une répétition entre le haut de l'œuvre et le bas et prolonge la scène indéfiniment. Cette impression est renforcée par les nombreux pavés présents dans la lithographie.
On peut aussi voir d'étranges créatures qui parcourent les escaliers. Escher les a nommé "robots enrouleurs" ou Wentelteefje en néerlandais. Ils sont plus d'une quarantaine et ils se dirigent tous vers un des deux points de fuite. Ces drôles de bête semblent être des sortes de lézards à 6 pattes avec des pieds humains, et qui ont la capacité de s'enrouler sur eux-mêmes.